# 黑瀨站
黑瀨站（日语：／ Kurose eki */?）是位於石川縣加賀市黑瀨町，北陸鐵道山中線的鐵路車站（廢站）。

## 歷史
- 1900年（明治33年）5月16日：山中馬車鐵道河南站至三木村站（現時：大聖寺站）之間開業[1]。
- 1933年（昭和8年）前：此站啟用[1]。
- 1943年（昭和18年）10月13日：合併後成為北陸鐵道車站。
- 1971年（昭和46年）7月11日：加南線全線廢除，此站也被廢除[1]。

## 車站構造
此站是地面車站，設有1面1線的單式月台。月台是建設在路堤上。

## 現狀
路軌遺址變成碎石路，該碎石路也是建設在路堤上，但是看不到任何月台痕跡。

## 相鄰車站
北陸鐵道
山中線
河南－黑瀨－帝國纖維前

## 注腳
1. 1 2 3  今尾惠介. . 日本: 新潮社. 2008年10月18日: 27. ISBN 9784107900241.

## 相關項目
- 日本鐵路車站列表 Ku